# 摩尔型有限状态机

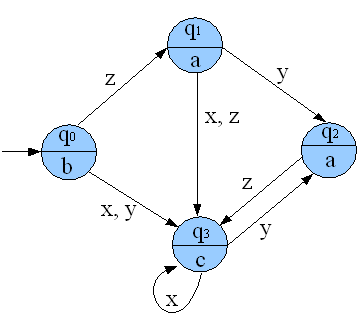
有x, y, z作为输入和a, b, c作为输出的摩尔机状态图

在计算理论中，摩尔型有限状态机（英語：Moore machine）是指输出只由当前的状态所确定的有限状态自动机。摩尔型有限状态机的状态图对每个状态包含一个输出信号，相对于米利型有限状态机，它映射机器中的“转移”到输出。
摩尔型有限状态机的名字来自它的提出者，写了《Gedanken-experiments on Sequential Machines》的状态机先驱愛德華·F·摩爾。

## 運作機制
多数数字电子系统被设计为时序系统。时序系统是受限制形式的摩尔型有限状态机，它的状态只在全局时钟信号改变的时候改变。当前状态典型的存储在触发器中，而全局时钟信号连接到触发器的“时钟”输入上。时序系统是解决亚稳定性问题的一种方法。典型的摩尔型有限状态机包括组合逻辑链来把当前状态解码为输出（lambda）。当前状态一旦改变，这种改变通过这些链传播，几乎立即导致输出改变（或不改变）。有确保在这些变化在沿着链传播这段短暂时期在输出上不出现glitch的技术，但是设计出的大多数系统都忽略在短暂的转移时间的冒险。输出接着停留同样不确定（LED保持点亮，电力保持连接到电机等等），直到摩尔机再次改变状态。
摩尔型有限状态机的输出只与有限状态自动机的当前状态有关，与输入信号的当前值无关。摩尔型有限状态机在时钟脉冲的有效边沿后的有限个门延后，输出达到稳定值。即使在一个时钟周期内输入信号发生变化，输出也会在一个完整的时钟周期内保持稳定值而不变。输入对输出的影响要到下一个时钟周期才能反映出来。摩尔型有限状态机最重要的特点就是将输入与输出信号隔离开来。

## 形式定义
摩尔机形式定义为6-元组{ S, S0, Σ, Λ, T, G }，构成如下：
- 状态的有限集合（S）
- 开始状态（也叫做初始状态）S0，它是S的元素
- 叫做输入字母表的有限集合（Σ）
- 叫做输出字母表的有限集合（Λ）
- 映射状态和输入到下一个状态的转移函数（T : S × Σ → S）
- 输出函数（G : S → Λ）映射每个状态到输出字母表

在摩尔机中的状态的数目大于等于在对应的Mealy机中状态的数目。

## 引用